# Сръбска прогресивна партия
 Тази статия е за съвременната партия.  За историческата партия вижте Сръбска прогресивна партия (1881 – 1925).  
Сръбската прогресивна партия (на сръбски: Српска напредна странка) е дясноцентристка консервативна политическа партия в Сърбия.

## История
Тя е основана през 2008 година, когато лидерът на Сръбската радикална партия Томислав Николич се отделя от нея, заедно с умереното крило, и основава нова организация. През следващите години партията се превръща в основна опозиционна сила, а от 2012 година е управляваща. На изборите през 2016 година партията печели най-много места в парламента – 125 от 250.

## Програма на партията
Програмата е съставена от 10 основни принципа:
1. Защита на териториалната цялост на Сърбия.
2. Помощ на сръбския народ зад пределите на Сърбия, особено на територията на бивша Югославия.
3. Борба за формиране на стабилно състояние, при което върховенството на закона и спазването на конституцията са в основата на държавното управление.
4. Съблюдаване на конституцията, международните договори и съхраняване правата на националните малцинства.
5. Повишаване ролята на Сърбия в света, като мост между запада и изтока.
6. Военен неутралитет ограничен до логистични действия при конфликт между Русия и НАТО.
7. Борба с престъпността и корупцията.
8. Икономически разцвет посредством борба с безработицата.
9. Социална справедливост.
10. Равноправно регионално развитие и децентрализация на управлението в Сърбия.